# Arctosa chungjooensis
Arctosa chungjooensis är en spindelart som beskrevs av Paik 1994. Arctosa chungjooensis ingår i släktet Arctosa och familjen vargspindlar. Inga underarter finns listade i Catalogue of Life.